# Alexandra Fedorivová
Alexandra Andrejevna Fedorivová (rusky Александра Андреевна Федорива; * 13. září 1988, Moskva) je ruská atletka, sprinterka a překážkářka.

## Kariéra
V roce 2006 skončila na juniorském mistrovství světa v Pekingu v závodě na 100 metrů překážek ve finále na čtvrtém místě. O rok později se stala na stejné trati v nizozemském Hengelu juniorskou mistryní Evropy.
V roce 2008 získala na letních olympijských hrách v Pekingu zlatou medaili ve štafetě na 4×100 metrů. Na zlatu se dále podílely Jevgenija Poljakovová, Julija Guščinová a Julija Čermošanská. Stejné kvarteto doběhlo o rok později na světovém šampionátu v Berlíně na čtvrtém místě. Ve stejném roce získala na mistrovství Evropy do 23 let v litevském Kaunasu zlato v běhu na 200 metrů.
Na halovém MS 2010 v katarském Dauhá neprošla v závodě na 60 metrů překážek do finále, když v semifinále skončila na celkovém 11. místě ze 16 závodnic. V témže roce vybojovala na evropském šampionátu v Barceloně časem 22,44 s bronzovou medaili v běhu na 200 m. Ve stejném čase proběhla cílem také Ukrajinka Jelizaveta Bryžinová, té však cílová fotografie přidělila stříbro. Stříbrnou medaili v běhu na 400 metrů získala na halovém MS v roce 2012 v Istanbulu. Na stupních vítězů ji doplnily Američanky Natasha Hastingsová (bronz) a Sanya Richardsová, která byla o 97 setin sekundy rychlejší než Ruska.